# Intervenção na Sibéria
A Intervenção na Sibéria (シベリア出兵, Shiberia Shuppei) de 1918-1922 foi o envio de tropas pela Tríplice Entente às Províncias Marítimas russas, como parte de um esforço maior por parte das potências ocidentais e do Japão para apoiar as forças russas brancas contra o Exército Vermelho bolchevique durante a Guerra Civil Russa. O Exército Imperial Japonês continuou a ocupar a Sibéria, mesmo depois de outras forças aliadas terem se retirado em 1920.

## Origem
Na sequência da Revolução de Outubro na Rússia em 1917, o governo bolchevique assinou a paz em separado com a Alemanha. O colapso da frente russa apresentava um tremendo problema para a Entente, pois não apenas permitiria à Alemanha deslocar tropas e material bélico de sua frente do leste para o oeste, mas também tornou possível para a Alemanha garantir os enormes estoques de fornecimentos que haviam sido acumulados em Murmansk, Arkhangelsk e Vladivostok. Além disso, os 50.000 homens da Legião Checoslovaca, lutando ao lado dos Aliados, estavam presos atrás de linhas inimigas, e tentavam fazer seu caminho através do oriente a Vladivostok ao longo da Ferrovia Transiberiana mantida pelos bolcheviques .
Confrontada com estas preocupações, a Grã-Bretanha e a França decidiram intervir militarmente na Guerra Civil Russa contra o governo bolchevique. Eles tinham três objetivos que esperavam alcançar:
1. impedir que os estoques de materiais de guerra dos Aliados na Rússia caiam em mãos alemãs ou bolcheviques;
2. resgatar a Legião Checoslovaca e devolvê-la à frente europeia;
3. ressuscitar a Frente Oriental, apoiando e instalando no governo os russos brancos.

Severamente sem tropas, os britânicos e os franceses pediram para que os Estados Unidos fornecem tropas, tanto para a Campanha do Norte da Rússia como para a Sibéria. Em julho de 1918, contra o parecer do Departamento de Guerra, o presidente Woodrow Wilson concordou em enviar 5.000 soldados dos EUA como Força Expedicionária da América do Norte na Rússia (também conhecido como a Expedição Urso Polar) e 10 mil soldados dos EUA como Força Expedicionária Americana na Sibéria. No mesmo mês, o Governo de Beiyang da República da China aceitou um convite do movimento branco e enviou 2000 soldados tropas em agosto. Os chineses mais tarde ocuparam a Mongólia Exterior e Tuva e enviaram um batalhão para a Campanha do Norte da Rússia como parte de seus esforços anti-bolcheviques.

## Ver Também
- Intervenção dos Aliados na Guerra Civil Russa
- Separatismo siberiano